# Sillus
Sillus is een geslacht van spinnen uit de  familie van de Anyphaenidae (buisspinnen).

## Soorten
- Sillus attiguus (O. P.-Cambridge, 1896)
- Sillus curvispinus F. O. P.-Cambridge, 1900
- Sillus delicatus Mello-Leitão, 1922
- Sillus dubius (Chickering, 1937)
- Sillus furciger Caporiacco, 1954
- Sillus imbecillus (Keyserling, 1891)
- Sillus longispinus F. O. P.-Cambridge, 1900
- Sillus lunula F. O. P.-Cambridge, 1900
- Sillus pellucidus (Keyserling, 1891)
- Sillus ravus Chickering, 1940
- Sillus spinifrons Mello-Leitão, 1926